# Po tamtej stronie (film)
Po tamtej stronie (fiń. Toivon tuolla puolen) – fińsko-niemiecki komediodramat z 2017 roku w reżyserii Akiego Kaurismäkiego.
Obraz miał swoją międzynarodową premierę w konkursie głównym na 67. MFF w Berlinie, gdzie Kaurismäkiego uhonorowano Srebrnym Niedźwiedziem dla najlepszego reżysera. Film zdobył też nominacje do Europejskiej Nagrody Filmowej za najlepszy film roku i reżyserię. Na ekrany polskich kin trafił 27 października 2017 roku.

## Fabuła
Historia obwoźnego sprzedawcy koszul, w którego życiu zachodzą duże zmiany – po kłótni z żoną Waldemar odchodzi od niej i rzuca też swoją pracę, a gdy wygrywa sporą sumę w pokera, zakłada restaurację. Jego los niespodziewanie krzyżuje się z nielegalnym syryjskim uchodźcą, starającym się o azyl w Finlandii i poszukującym zaginionej w czasie transportu siostry. Waldemar udziela Khaledowi schronienia i zatrudnia w swojej restauracji.

## Obsada
- Sherwan Haji – Khaled Ali
- Sakari Kuosmanen – Waldemar Wikström
- Ilkka Koivula – odźwierny Calamnius
- Janne Hyytiäinen – kucharz Nyrhinen
- Nuppu Koivu – kelnerka Mirja
- Kaija Pakarinen – żona Wikströma
- Niroz Haji – Miriam
- Simon Hussein Al-Bazoon – Mazdak
- Kati Outinen – właścicielka sklepu odzieżowego
- Tommi Korpela – Melartin[5]

## Produkcja
Zdjęcia kręcono m.in. w Helsinkach.